# Calamagrostis pseudophragmites
Calamagrostide faux phragmite, Calamagrostis faux phragmite, Calamagrostide faux Roseau
Espèce
Calamagrostis pseudophragmites est une espèce de plantes à fleurs de la famille des Poaceae et du genre Calamagrostis. Elle est connue en français sous les noms de Calamagrostide faux phragmite ou Calamagrostide faux Roseau.

## Description
Le Calamagrostide faux phragmite mesure entre 50 cm et 1 m de haut. Il s'agit d'une plante à rhizome. Ses fleurs, de couleur violette, se présentent sous la forme de panicule.
La période de floraison s'étend de mai à juillet.

## Répartition
On retrouve cette plante sur l'ensemble du continent européen, dans les zones du continent asiatique située au nord de l'Himalaya ainsi qu'au Japon.

## Habitat et écologie
Calamagrostis pseudophragmites se développe entre 0 et 2000 m d'altitude.

## Systématique
L'espèce est décrite en premier en 1802 par le botaniste Koeler, qui la classe dans le genre Calamagrostis.